# ドミトリー・イリイチ・ウリヤノフ
ドミトリー・イリイチ・ウリヤノフ（ロシア語: Дмитрий Ильич Ульянов, ラテン文字表記の例：Dmitry Ilyich Ulyanov、1874年8月16日 - 1943年7月16日）は、ロシア出身の医師、医学者。
ロシア革命の指導者ウラジーミル・レーニンことウラジーミル・ウリヤノフは実の兄（次兄）にあたる。家族からは「ディミカ」の愛称で呼ばれていた。

## 生涯
1874年8月16日、物理学者イリヤ・ウリヤノフの四男としてシンビルスク（後にウリヤノフスクへ改名）に生まれる。長兄アレクサンドルはサンクトペテルブルク大学の学生で反王党派運動に参加していた。アレクサンドルが皇帝暗殺未遂事件への関与により処刑され、次兄ウラジーミル（レーニン）も反王党派運動に参加する。後にモスクワ大学医学部へ進んだドミトリーも運動に加わり、1897年に最初の逮捕を受けている。1900年にはイスクラ通信の編集員に抜擢された。
ウリヤノフ兄弟が「テロリストの兄弟」として内外から注目を集めると、シベリア流刑や亡命を行っていた次兄と同じく政府の厳しい監視下に置かれた。ロシアを一旦離れ、ドミトリーはエストニア（当時ロシア領）のタルトゥ大学で医学研究を続けつつ、次兄の運動に参加している人間を自らの診療所で治療することで革命活動を継続した。1905年の第一革命時にはウラジーミルと共にロシア社会民主労働党第2回中央会議のメンバーとして活動した。ウラジーミルの腹心としてキエフ党支部で中央委員を務め、各地の党支部長を歴任した。
1915年の第一次世界大戦時には帝国政府に軍医として招集され、野戦病院で負傷兵治療にあたりながら次兄と密かに連絡を取っていた。1916年、アントニア・イヴァノワと結婚するが子供はなく、後妻・アレクサンドラとの間に娘オリガ（1922年 - 2011年）を儲ける（さらにドミトリーは愛人Erdokia MIkhailorna Chervyakova（1893年 - 1977年）との間に非嫡出子の男子ビクターを儲けている。ビクターとオリガの異母兄妹を筆頭としてドミトリーの子孫はウリヤノフ家唯一の子孫であり、ウラジーミルをはじめとするドミトリーの兄弟姉妹には実子が無かったため（ただし、長姉・アンナとその夫・マルクには養子のゲオルギーがいる）、彼の子孫は次兄・ウラジーミルとの血縁関係を現在に繋いでいる唯一の系統である。また、父・イリヤの子孫としても続いている）。そして遂に二月革命と十月革命が勃発して帝政が倒され、ウラジーミル率いるボリシェヴィキ派が主導権を握るとクリミア半島に派遣され、第二次クリミア地方政府を打倒してクリミア・ソビエト社会主義共和国人民委員会議議長として黒海沿岸部を掌握した。ロシア内戦ではクリミア・ソヴィエトが占領されてクリミア白軍が編成、その後も南ロシア政府、南クリミア義勇軍、クリミア自治ソビエト社会主義共和国など同地の支配権は次々と変遷した。
1921年、モスクワに帰還すると党公共衛生委員長（Narkomzdrav）及び東方勤労者共産大学医学教授として政治界隈を退き、医療活動に専念した。次兄レーニン没後のスターリン台頭時には既に第一線を退いていたことから粛清を免れ、1930年代に生き残っていたウリヤノフ家の兄弟姉妹（長姉アンナ（1935年、71歳で死去）と長妹マリア（1937年、59歳で死去）の2人）と共に、次兄レーニンの回想録を執筆した。晩年に第16回ソ連共産党大会、第17回ソ連共産党大会で大会委員を務め、1943年7月16日に滞在先のゴールキ・レーニンスキエで父イリヤや次兄レーニン同様に脳出血により死去した。モスクワのノヴォデヴィチ墓地に埋葬されている。レーニンの兄弟姉妹の中で最後まで生き残った人物である（なお、レーニンの兄弟姉妹の中で最も長命だったのはレーニンとドミトリーの姉にあたるアンナ（1935年、71歳で死去）である）。

## 家族・子孫
- 父 イリヤ・ウリヤノフ（1831年 - 1886年）：物理学者。数学者ニコライ・ロバチェフスキーの教え子で、晩年に聖ウラジーミル勲章（英語版、ロシア語版）を受勲。カルムイク人の血を引く。
- 母 マリヤ・ウリヤノヴァ（英語版、ロシア語版）（1835年 - 1916年）：教師。ユダヤ系スウェーデン人であったことから、現在でもレーニンを巡る逸話に登場することが多い。
- 長兄 アレクサンドル・ウリヤノフ（1866年 - 1887年）：サンクトペテルブルク大学で動物学を学んでいたが、皇帝暗殺未遂事件の関与を疑われて処刑される。
- 次兄 ウラジーミル・ウリヤノフ（1870年 - 1924年）：カザン大学、サンクトペテルブルク大学で法律学を学ぶ。後に「ウラジーミル・レーニン」の偽名を用いて活動する。
- 義姉 ナデジダ・クルプスカヤ（1869年 - 1939年）：ウラジーミルの妻。教師。サンクトペテルブルク大学在学中にウラジーミルと知り合う。ウラジーミルとの間に子供は生まれなかった。故にウラジーミルとナデジダの直系子孫は存在しない。
- 三兄 ニコライ・ウリヤノフ（1873年 - 1873年）
- 長姉 アンナ・ウリヤノヴァ（1864年 - 1935年）
- 義兄 マルク（1863年 - 1919年） - 長姉アンナの夫。
- 義理の甥 ゲオルギー（1906年 - 1972年） - マルク・アンナ夫妻の義理の息子（養子）。
- 次姉 オリガ・ウリヤノヴァ（1868年 - 1869年）
- 三姉 オリガ・ウリヤノヴァ（1871年 - 1891年）
- 長妹 マリア・ウリヤノヴァ（1878年 - 1937年）
- 前妻 アントニア・イヴァノヴナ・ネシェレトワ
- 後妻 アレクサンドラ・フョードロヴナ・カルポワ（1883年 - 1956年） - 長女オリガの母。
- 長女 オリガ（オルガ)・D・ウリヤーノワ（1922年 - 2011年）
- 娘婿 アレクセイ・マリツェフ - 長女オリガの夫。
- 孫：オリガはアレクセイ・マリツェフと結婚。ナデジダという娘を儲けており、ドミトリーにとって孫にあたる。
- また、前述のとおり、愛人Erdokia MIkhailorna Chervyakova（1893年 - 1977年）との間に非嫡出の男子・ビクター（1917年 - 1984年）を儲けている。ビクターはヴィクトリアという女性と結婚し、子はウラジーミル（1940年生）とメアリー（1943年生）の2人がいる。ドミトリーの孫である。
- 孫ナデジダにはエレナという娘がおり、ドミトリーの曾孫にあたる。
- 孫・ウラジーミルにはナデジダという娘がおり、メアリーにはアレクサンドルという息子がおり、ドミトリーの曾孫にあたる。
- 曾孫・アレクサンドルにはエフゲニー（1989年生）、フョードル・アレクサンドロヴィチ（2006年生）という2人の息子がおり、ドミトリーの玄孫にあたる。
- ドミトリーの子孫は彼の次兄ウラジーミル・レーニンとの血縁関係を現在に繋いでいる唯一の子孫である。